# Datići
Datići – wieś w Bośni i Hercegowinie, w Federacji Bośni i Hercegowiny, w kantonie środkowobośniackim, w gminie Kiseljak. W 2013 roku liczyła 45 mieszkańców, z czego większość stanowili Chorwaci.